# Ерусланское муниципальное образование
Ерусланское муниципальное образование — муниципальное образование со статусом сельского поселения в Фёдоровском районе Саратовской области Российской Федерации.
Административный центр — село Еруслан.

## История
Статус и границы сельского поселения установлены Законом Саратовской области от 27 декабря 2004 года N 107-ЗСО «О муниципальных образованиях,  входящих в состав Фёдоровского района».

## Население
| 2010  | 2011  | 2012  | 2013  | 2014  | 2015  | 2016  |
| ----- | ----- | ----- | ----- | ----- | ----- | ----- |
| 1441  | ↘1436 | ↗1440 | ↘1432 | ↗1443 | ↘1391 | ↗1395 |
| 2017  | 2018  | 2019  | 2020  | 2021  |       |       |
| ↘1351 | ↘1341 | ↘1329 | ↘1302 | ↘1275 |       |       |

## Состав сельского поселения
| № | Населённый пункт | Тип населённого пункта       | Население |
| - | ---------------- | ---------------------------- | --------- |
| 1 | Еруслан          | село, административный центр | ↗1287     |
| 2 | Сырт-Смоленка    | посёлок                      | ↗154      |